# 족계

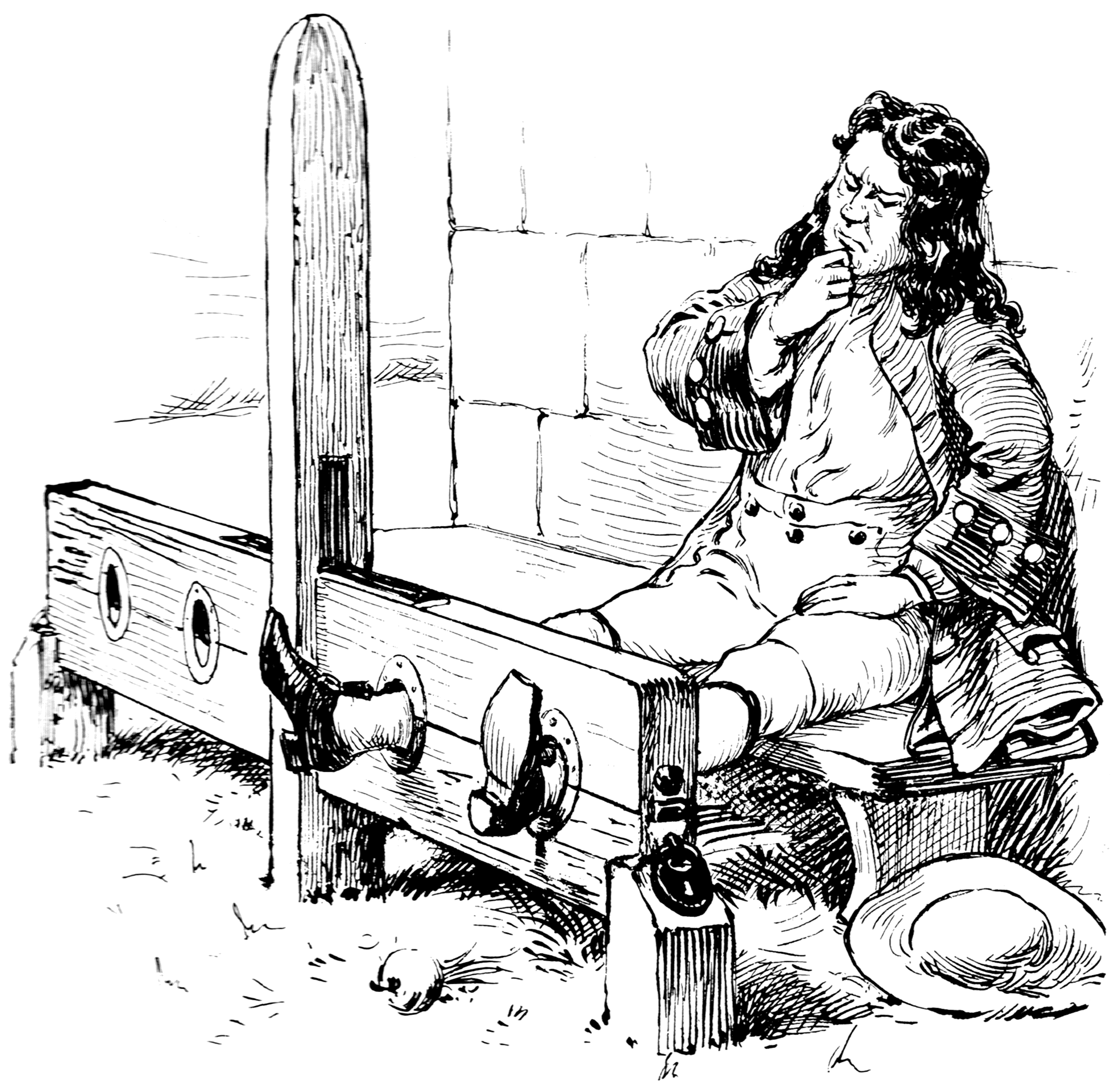
차꼬와 달리 족계는 발에만 찬다.

족계(足械, stock)는 체벌과 공개 굴욕의 한 형태로 사용된 발을 구속하는 장치이다. 족계의 사용은 일찍이 고대 그리스에서 볼 수 있으며 솔론의 법률 코드에서 족계가 사용되는 것으로 설명된다. 그 용법을 설명하는 법률은 연설가 리시아스(Lysias)에 의해 인용되었다. "'법원이 형량에 추가할 경우, 그는 자신의 발을 5일 동안 족계에 감금해야 한다.' 거기에 언급된 '족계'에 대해 테옴네스투스는 우리가 지금 '숲에 갇힌 것'이라고 부르는 것이다."라고 말했다.(Lys. 10.16)

## 같이 보기
- 말괄량이의 바이올린
- 차꼬